# Пікруська сільська рада
Пі́круська сільська рада (ест. Pikru külanõukogu, рос. Пикруский сельский совет) — сільська рада в Естонській РСР, адміністративно-територіальна одиниця в складі повіту Вільяндімаа (1945—1950) та Тирваського району (1950—1954).

## Історія
13 вересня 1945 року на території волості Тарвасту у Вільяндіському повіті утворена Пікруська сільська рада з центром у селі Еммусте.
26 вересня 1950 року, після скасування в Естонській РСР повітового та волосного поділу, сільська рада ввійшла до складу новоутвореного Тирваського сільського району.
20 березня 1954 року відбулася зміна кордонів між районами Естонської РСР, зокрема Пікруська сільрада отримала 307,75 га земель колгоспу «Еду» («Edu», «Успіх») від Койдуської сільської ради Вільяндіського району, передавши тій же сільраді 270,4 га земель колгоспу «Койт» («Koit», «Зоря»).
17 червня 1954 року в процесі укрупнення сільських рад Естонської РСР Пікруська сільська рада ліквідована. Її територія склала північно-західну частину Вооруської сільської ради.